# Mario Vegetti
Mario Vegetti (Milán, Italia, 4 de enero de 1937-Ibidem, 11 de marzo de 2018) fue un historiador italiano que se dedicó al estudio de la historia de la filosofía y la ciencia antiguas (Hipócrates y Galeno). Traductor del griego, fue especialista en textos biológicos de Aristóteles. Al mismo tiempo, publicó diversos estudios sobre Platón.

## Biografía
Vegetti se licenció en filosofía en la Universidad de Pavía en 1959 con una tesis sobre Tucídides. Consiguió, en 1967, una plaza de Historia de la filosofía antigua en esta Universidad, donde enseñó toda su vida, primero como profesor encargado de curso y desde 1975 como profesor ordinario. Es uno de los filólogos italianos más reconocidos.
Fue director del Departamento de Filosofía y miembro del Comité científico de la Scuola avanzata di formazione integrata. Muchos de sus estudios se volcaron en aspectos científico-epistemológicos y ético-políticos del pensamiento antiguo. 
Perteneció al comité de redacción de las revistas Iride y Paradigmi. 

### Vida privada
Casado con la psicóloga Silvia Finzi, con quien fue trabajador del conocimiento.

## Trayectoria
Vegetti destacó por haber traducido y comentado obras de Hipócrates, Aristóteles y Galeno; y sus notas son de referencia en los temas biológicos antiguos. Dirigió una obra colectiva en tres volúmenes, con la presentación "Introduzione alle culture antiche". 
Durante años trabajó en la versión y comentario detallado de la República de Platón; un trabajo gigantesco, cuyos cuatro primeros volúmenes aparecieron entre 1998 y 2000.
En 2009 publicó el libro Un paradigma in cielo, en el que defiende la idea de un Platón ilustrado por contraste con las críticas a las posiciones políticas del pensador desde Aristóteles hasta el siglo XX.
Desde la Universidad de Pavía, Vegetti organizó numerosos encuentros internacionales: sobre ciencia helenística (1982), sobre las obras psicológicas de Galeno (1986), sobre la tradición de la República de Platón en el pensamiento antiguo (1997-1998) y en la tradición medieval y humanística (2000).

## Obras
Mario Vegetti es conocido internacionalmente por sus estudios de Platón, Aristóteles, Hipócrates y Galeno.
- "La medicina in Platone", Riv. crit. storia della filosofia, 1966-69.
- Editor, con M. Lanza, de Opere biologiche di Aristotele, Milán, 1971; y su presentación a la Historia de los animales, pp. 73-128 ("Ricerche sugli animali"), y sobre las Partes de los animales, pp 489-554.
- Editor de Opere di Ippocrate, Turín, 1976, con presentación.
- Con P. Manuli, Cuore, sangue e cervello. Biologia e antropologia nel pensiero antico, Milán, 1977.
- Con D. Lanza y otros, L'ideologia della cità, Nápoles, Liguori, 1977.
- Il coltello e lo stilo, Milán, Il Saggiatore, 1979. Tr.: El escalpelo y la pluma. Los orígenes de la racionalidad científica, Barcelona, Península, 1981, ISBN 84-297-1749-8
- "Modelli di medicina in Galeno", en V. Nutton, Galen: Problems and Prospects, Londres, 1981.
- Tra Edipo e Euclide. Forme del sapere antico, Milán, Il Saggiatore, 1983.
- Dirige Il sapere degli antichi, Turín, Boringhieri, 1985, donde colabora con "Anima e corpo", pp. 201-228.
- Colabora en Mirko Grmek (ed.), Storia del pensiero medico occidentale. I, Roma, Laterza, 1993, sobre el saber y la práctica en la medicina helenística.
- La medicina in Platone, Venecia, Il Cardo, 1995
- L’etica degli antichi, Roma, Laterza, 1996. Tr.: La ética de los antiguos, Madrid, Síntesis, 2005, ISBN 84-9756-331-X; prólogo de José Montoya.
- Guida alla lettura della ‘Repubblica’ di Platone, Roma, Laterza, 1999.
- Un paradigma in cielo. Platone politico da Aristotele al Novecento, Carocci, 2009.
- Qui comanda nella città, Carocci, 2017.